# Lista das torres mais altas do mundo
Esta é uma lista das torres mais altas do mundo.

## Listas

### Maiores que 300 m
| Posição | Nome                                   | Altura (metros, pés)  | Ano  | Estrutura      | País           | Cidade                 | Notas |
| ------- | -------------------------------------- | --------------------- | ---- | -------------- | -------------- | ---------------------- | --- |
| 1       | Tokyo Skytree                          | 634 m (2 100 pé)      | 2012 | Aço            | Japão          | Tóquio                 | Segunda estrutura independente mais alta do mundo.                                                        |
| 2       | Torre de Cantão                        | 595,7 m (1 954 pé)    | 2010 | Aço e concreto | China          | Cantão                 | Mais alta do mundo entre 2009 e 2010                                                                      |
| 3       | CN Tower                               | 553,33 m (1 815,4 pé) | 1976 | Concreto       | Canadá         | Toronto                | Estrutura independente mais alta do mundo entre 1975 e 2007, mais alta no hemisfério ocidental            |
| 4       | Torre Ostankino                        | 540,1 m (1 772 pé)    | 1967 | Concreto       | Rússia         | Moscou                 | Maior estrutura independente do mundo entre 1967 e 1975, a mais alta da Europa                            |
| 5       | Torre Pérola Oriental                  | 468 m (1 500 pé)      | 1994 | Concreto       | China          | Xangai                 | Maior da China entre 1994 e 2007                                                                          |
| 6       | Torre Milad                            | 435 m (1 400 pé)      | 2007 | Concreto       | Irã            | Teerã                  | Maior do Oriente Médio                                                                                    |
| 7       | Torre KL                               | 421 m (1 400 pé)      | 1994 | Concreto       | Malaysia       | Kuala Lumpur           | Maior do Sudeste Asiático                                                                                 |
| 8       | Torre de rádio e TV de Tianjin         | 415,2 m (1 362 pé)    | 1991 | Concreto       | China          | Tianjin                | |
| 9       | Torre de rádio e TV de Pequim          | 405 m (1 300 pé)      | 1992 | Concreto       | China          | Pequim                 | |
| 10      | Torre Zhongyuan                        | 388 m (1 300 pé)      | 2011 | Aço            | China          | Zhengzhou              | |
| 11      | Torre de TV de Tashkent                | 374,9 m (1 230 pé)    | 1985 | Aço            | Uzbequistão    | Tashkent               | Mais alta da Ásia Central                                                                                 |
| 12      | Liberation Tower                       | 372 m (1 200 pé)      | 1996 | Concreto       | Kuwait         | Cidade do Kuwait       | |
| 13      | Almaty Tower                           | 371,5 m (1 219 pé)    | 1983 | Aço            | Cazaquistão    | Almaty                 | |
| 14      | Riga Radio and TV Tower                | 368,5 m (1 209 pé)    | 1986 | Aço            | Letônia        | Riga                   | Mais alta da União Europeia                                                                               |
| 15      | Berliner Fernsehturm                   | 368 m (1 200 pé)      | 1969 | Concreto       | Alemanha       | Berlim                 | Estrutura mais alta da Alemanha                                                                           |
| 16      | Stratosphere Tower                     | 350,2 m (1 149 pé)    | 1996 | Concreto       | Estados Unidos | Las Vegas              | Torre de observação mais alta dos Estados Unidos                                                          |
| 17      | West Pearl Tower                       | 339 m (1 100 pé)      | 2004 | Concreto       | China          | Chengdu                | |
| 18      | Torre de Macau                         | 338 m (1 100 pé)      | 2001 | Concreto       | China          | Macau                  | |
| 19      | Europaturm                             | 337,5 m (1 107 pé)    | 1979 | Concreto       | Alemanha       | Frankfurt              | |
| 20      | Dragon Tower                           | 336 m (1 100 pé)      | 2000 | Transenna      | China          | Harbin                 | |
| 21      | Torre de Tóquio                        | 332,6 m (1 091 pé)    | 1958 | Transenna      | Japão          | Tóquio                 | |
| 22      | Emley Moor TV Tower                    | 330,4 m (1 084 pé)    | 1971 | Concreto       | Reino Unido    | Huddersfield/Wakefield | Estrutura independente mais alta do Reino Unido                                                           |
| 23      | Sky Tower                              | 328 m (1 100 pé)      | 1997 | Concreto       | Nova Zelândia  | Auckland               | Estrutura autônoma mais alta no Hemisfério Sul                                                            |
| 24      | Torre de rádio e TV de Vilnius         | 327 m (1 100 pé)      | 1980 | Concreto       | Lithuania      | Vilnius                | |
| 25      | Torre de TV de São Petersburgo         | 326 m (1 100 pé)      | 1962 | Transenna      | Russia         | São Petersburgo        | |
| 26      | Observatório de Torre Alta da Amazônia | 325 m (1 100 pé)      | 2015 | Aço            | Brasil         | Amazônia               | Maior estrutura da América Latina, localizada há cerca de 150 quilômetros de Manaus                       |
| 27      | Torre Eiffel                           | 324 m (1 100 pé)      | 1889 | Lattice        | França         | Paris                  | Primeira a superar os 300 metros, a torre mais alta do mundo entre 1889 e 1958, a mais antiga desta lista |
| 28      | Rameswaram TV Tower                    | 323 m (1 100 pé)      | 1995 | Concreto       | Índia          | Rameswaram             | |
| 29      | Jiangsu Nanjing TV Tower               | 318,5 m (1 045 pé)    | 1996 | Concreto       | China          | Nanjing                | |
| 30      | Tallinn TV Tower                       | 314 m (1 000 pé)      | 1980 | Concreto       | Estônia        | Tallinn                | |
| 31      | Tortoise Mountain TV Tower             | 311,4 m (1 022 pé)    | 1986 | Concreto       | China          | Wuhan                  | |
| 32      | Baku TV Tower                          | 310 m (1 000 pé)      | 1996 | Concreto       | Azerbaijão     | Baku                   | |
| 33      | Torre de Sydney                        | 309 m (1 000 pé)      | 1981 | Concreto       | Austrália      | Sydney                 | |
| 34      | Liaoning Broadcast and TV Tower        | 305,5 m (1 002 pé)    | 1989 | Concreto       | China          | Shenyang               | |
| 35      | Jaisalmer TV Tower                     | 300 m (984 pé)        | 1993 | Concreto       | Índia          | Jaisalmer              | |
| 36      | Samatra TV Tower                       | 300 m (984 pé)        | 1999 | Concreto       | Índia          | Bhuj                   | |
| 37      | BRTN Toren                             | 300 m (984 pé)        | 1996 | Concreto       | Bélgica        | Sint-Pieters-Leeuw     | |

### Maiores que 200 m
| Torre                                 | Ano  | País            | Cidade                   | Altura           | Notas |  |
| ------------------------------------- | ---- | --------------- | ------------------------ | ---------------- | --- |  |
| Zhuzhou Television Tower              | 1999 | China           | Zhuzhou                  | 293 m (960 pé)   | |  |
| Fernmeldeturm Nürnberg                | 1977 | Alemanha        | Nuremberg                | 292 m (960 pé)   | |  |
| Olympiaturm                           | 1968 | Alemanha        | Munique                  | 289,5 m (950 pé) | |  |
| Torre de Collserola                   | 1992 | Espanha         | Barcelona                | 288 m (940 pé)   | |  |
| Telemax                               | 1992 | Alemanha        | Hannover                 | 282,2 m (926 pé) | |  |
| Jalandhar TV Tower                    | 2007 | Índia           | Jalandhar                | 280 m (920 pé)   | |  |
| Heinrich-Hertz-Turm                   | 1968 | Alemanha        | Hamburgo                 | 279,7 m (918 pé) | |  |
| Georgia Tbilisi TV Broadcasting Tower | 1972 | Georgia         | Tbilisi                  | 274,5 m (901 pé) | |  |
| Hillbrow Tower                        | 1971 | África do Sul   | Joanesburgo              | 269 m (880 pé)   | Maior da África. |  |
| Kaifeng TV Tower                      | 1995 | China           | Kaifeng                  | 268 m (880 pé)   | |  |
| Colonius                              | 1981 | Alemanha        | Colônia                  | 266 m (870 pé)   | |  |
| Novorossiysk TV Tower                 | 1996 | Rússia          | Novorossiysk             | 261,5 m (858 pé) | |  |
| Daqing Radio and Television Tower     | 1989 | China           | Daqing                   | 260 m (850 pé)   | |  |
| Olympic Park Observation Tower        | 2014 | China           | Pequim                   | 258 m (850 pé)   | |  |
| Fernmeldeturm Kühkopf                 | 1976 | Alemanha        | Koblenz                  | 255 m (840 pé)   | |  |
| Donauturm                             | 1964 | Áustria         | Viena                    | 252 m (830 pé)   | |  |
| Fernsehturm Dresden-Wachwitz          | 1969 | Alemanha        | Dresden                  | 252 m (830 pé)   | |  |
| Swisscom-Sendeturm St. Chrischona     | 1984 | Suíça           | St. Chrischona           | 250 m (820 pé)   | |  |
| Novodnistrovsk TV Tower               | 1987 |                 | Novodnistrovsk \|        | 250 m (820 pé)   | |  |
| Jeddah TV Tower                       | 2007 | Arábia Saudita  | Jeddah                   | 250 m (820 pé)   | |  |
| Meget TV Tower                        | 1994 | Russia          | ru                       | 246 m            | |  |
| Shaanxi Provincial TV Tower           | 1987 | China           | Xi'an                    | 245 m            | |  |
| Rheinturm                             | 1981 | Alemanha        | Düsseldorf               | 240,5 m          | Era 234,2 m antes até uma outra antena ter sido montada em 2004                                                         |  |
| Pattaya Park Tower                    | ?    | Tailândia       | Pattaya                  | 240 m            | |  |
| N Seoul Tower                         | 1975 | Coreia do Sul   | Seul                     | 239,7 m          | |  |
| Menara TVRI                           | 1994 | Indonésia       | Jacarta                  | 239 m            | |  |
| Foshan TV Tower                       | 1995 | China           | Foshan                   | 238 m            | |  |
| Sentech Tower                         | 1962 | África do Sul   | Joanesburgo              | 237 m            | |  |
| Endem TV Tower                        | 2002 | Turquia         | Istambul                 | 236 m            | |  |
| Bremen-Walle Telecommunication Tower  | 1986 | Alemanha        | Bremen-Walle             | 235,7 m          | |  |
| Pitampura TV Tower                    | 1988 | Índia           | Delhi                    | 235 m            | |  |
| Qingdao TV Tower                      | 1994 | China           | Qingdao                  | 232 m            | |  |
| Torrespaña                            | 1982 | Espanha         | Madrid                   | 231 m            | |  |
| Ryan Tower                            | 1968 | Canadá          | Chelsea                  | 228,9 m          | |  |
| Torre das Américas                    | 1968 | Estados Unidos  | San Antonio              | 228,6 m          | |  |
| Torre Espacial                        | 1980 | Argentina       | Buenos Aires             | 228 m            | |  |
| Katanga TV Tower                      | 1992 | Índia           | Jabalpur                 | 225 m            | |  |
| Torre de TV de Brasília               | 1965 | Brasil          | Brasília                 | 224 m            | |  |
| Buková hora TV Tower                  | 1975 | República Checa | Bukova hora              | 223 m            | |  |
| Fernmeldeturm Münster 42              | 1986 | Alemanha        | Münster                  | 222,5 m          | |  |
| Florianturm                           | 1959 | Alemanha        | Dortmund                 | 219,6 m          | |  |
| Jilin Radio and TV Tower              | 1996 | China           | Jilin                    | 218 m            | |  |
| Guangzhou TV Tower                    | 1991 | China           | Cantão                   | 217 m            | |  |
| Fernsehturm Stuttgart                 | 1956 | Alemanha        | Stuttgart-Degerloch      | 216,8 m          | Primeira torre de TV em concreto do mundo                                                                               |  |
| Torre de Televisão Žižkov             | 1992 | República Checa | Praga                    | 216 m            | |  |
| Fernmeldeturm Mannheim                | 1975 | Alemanha        | Mannheim                 | 212,8 m          | |  |
| Fernmeldeturm Berlin                  | 1964 | Alemanha        | Berlim                   | 212 m            | |  |
| Torre da Band                         | 1996 | Brasil          | São Paulo                | 212 m            | |  |
| Turkmenistan Broadcasting Centre      | 2011 | Turcomenistão   | Ashgabat                 | 211 m            | |  |
| Minarete de Mesquita Hassan II        | 1993 | Marrocos        | Casablanca               | 210 m            | |  |
| Transmitter Hornisgrinde              | 1972 | Alemanha        | Hornisgrinde             | 206 m            | |  |
| Torre de Bagdá                        | 1994 | Iraque          | Bagdá                    | 205 m            | Antiga International Saddam Tower                                                                                       |  |
| Donnersberg TV Tower                  | 1962 | Alemanha        | Donnersberg              | 204,82 m         | |  |
| Avala TV Tower                        | 1965 | Sérvia          | Avala, perto de Belgrado | 204,5 m          | Destruída no bombardeio da OTAN em 29 de abril de 1999; reconstrução concluída em outubro de 2009; mais alta dos Balcãs |  |
| Rousse TV Tower                       | 1987 | Bulgária        | Rousse                   | 204 m            | |  |
| TV tower Helpterberge                 | 1981 | Alemanha        | Helpterberge             | 203,2 m          | |  |
| Woobang Tower                         | 1992 | Coreia do Sul   | Daegu                    | 202 m            | |  |
| Kamzik TV Tower                       | 1975 | Eslováquia      | Bratislava               | 200 m            | |  |
| Guangdong TV Tower[carece de fontes?] | 1965 | China           | Cantão                   | 200 m            | |  |

### Maiores da história
| De       | Até      | Torre                                 | País        | Cidade      | Altura   |
| -------- | -------- | ------------------------------------- | ----------- | ----------- | -------- |
| 280 a.C. | 1180     | Farol de Alexandria                   | Egito       | Alexandria  | 122 m    |
| 1180     | 1240     | Torre da Abadia de Malmesbury         | Reino Unido | Malmesbury  | 131,3 m  |
| 1240     | 1311     | Torre da Antiga Catedral de São Paulo | Reino Unido | Londres     | 150 m    |
| 1311     | 1549     | Torre da Catedral de Lincoln          | Reino Unido | Lincoln     | 159,7 m  |
| 1549     | 1647     | Torre da Igreja de Santa Maria        | Alemanha    | Stralsund   | 151 m    |
| 1647     | 1874     | Torre da Catedral de Estrasburgo      | França      | Estrasburgo | 142 m    |
| 1874     | 1876     | Torre da Igreja de São Nicolau        | Alemanha    | Hamburgo    | 147 m    |
| 1876     | 1880     | Torre da Catedral de Ruão             | França      | Ruão        | 151 m    |
| 1880     | 1889     | Torre da Catedral de Colônia          | Alemanha    | Colônia     | 157,38 m |
| 1889     | 1958     | Torre Eiffel                          | França      | Paris       | 312,3 m  |
| 1958     | 1967     | Torre de Tóquio                       | Japão       | Tóquio      | 332,6 m  |
| 1967     | 1976     | Torre Ostankino                       | Rússia      | Moscou      | 540,1 m  |
| 1976     | 2010     | CN Tower                              | Canadá      | Toronto     | 553,33 m |
| 2010     | 2011     | Torre de Cantão                       | China       | Cantão      | 600 m    |
| 2011     | presente | Tokyo Skytree                         | Japão       | Tóquio      | 634 m    |